# Prunus scoparia
Prunus scoparia — вид квіткових рослин із підродини мигдалевих (Amygdaloideae).

## Біоморфологічна характеристика
Це листопадний кущ чи невелике дерево, зазвичай виростає близько 3 метрів у висоту, але іноді досягає 6 метрів. Рослина випускає бічні пагони й може утворювати невеликі зарості. У жарку посушливу пору стає безлистою, і, як і в багатьох рослин посушливих регіонів, зелені стебла значною мірою взяли на себе функцію фотосинтезу. Плід розріджено-волосистий, косо-довгасто-яйцеподібний, асиметричний, з одного боку більше загнутий, ніж з іншого, у довжину 16–20 мм, ушир 10–12 мм. Хоча нема більше інформації про плоди, але м'якуш, імовірно, твердий і сухий, як у мигдалю (Prunus dulcis).

## Поширення, екологія
Ареал: Іран, Туркменістан. Населяє кам'янисті гірські схили та оголені корінні породи в нижніх гірських зонах; на висоті 600–900 метрів. Іноді утворює невеликі зарості.

## Використання
Спочатку він вирощувався як декоративний кущ, але спроби прищепити на нього культурний мигдаль (Prunus dulcis) виявилися успішними, що зробило цей вид, завдяки його високій стійкості до посухи, безсумнівним економічним інтересом як підщепа в напівпосушливих районах.